# Diospyros gilletii
Diospyros gilletii är en tvåhjärtbladig växtart som beskrevs av De Wild. Diospyros gilletii ingår i släktet Diospyros och familjen Ebenaceae. Utöver nominatformen finns också underarten D. g. gilletii.